# Ju 188轟炸機
容克Ju 188是一款服役於二戰期間納粹德國空軍的中型轟炸機，是以Ju 88轟炸機為藍本開發出性能與載彈量更佳卓越的轟炸機。但由於Ju 88後繼機型不斷出廠與戰局不斷惡化而把生產重心放在戰鬥機上，故Ju 188產量並不會太多。

## 開發背景
在1936年，容克為了競標納粹德國空軍戰術轟炸機也就是快速轟炸機企劃案，分別提出Ju 85與Ju 88等2個設計案。這兩個案子幾乎完全相同，差異點在於Ju 85使用所謂的雙機尾舵而Ju 88則是採用單一垂直安定面。隨後，容克又提出改良版就是所謂的Ju 85B與Ju 88B，雖然與原始設計頗為類似，但駕駛艙則改為平滑大視窗蛋型結構，另一種就是著名子彈型機鼻結構這種設計哲學從亨克爾He 111P出現之後幾乎所有德國轟炸機都延用這項特徵。這種設計可以降低機身阻力並增加飛行視野，但在那時被認為是過度極端的設計，直到Ju 88A在測試時表現出令人驚豔的性能才為人所接受。
從1939年起，原本的Ju 88發展為增加許多不太平滑的視窗觀察區也就是所謂的甲蟲眼，目地是為了讓轟炸瞄準員有一個方便觀察的玻璃機鼻；駕駛艙由2具玻璃座艙用堅固鈑金機身結構結合而成。此時帝國航空部（RLM）開始進行轟炸機B計畫也就是所謂的第二代快速轟炸機開發案，但由於2,500 PS（1,840 kW, 2,470 hp）-級發動機無法即時備便導致該計畫行程嚴重延誤，其中包括頗受信賴的Jumo 222直列式發動機。雖然容克Ju 288轟炸機的開發進度優於整體計畫，但受限於沒有穩定的發動機可供使用，使得容克須以Ju 88B為藍本重新提出設計案。新的版本是以最新型Ju 88 A-1 機身為基礎再加上新設計的平滑型駕駛艙，同時配有輸出功率可達1,500 PS（1,100 kW, 1,480 hp）的新型Jumo 213發動機。 
雖然當初開發的BMW 139星狀發動機不久之後取消，但帝國航空部要求該機須在不必修改發動機殼的情況下可安裝BMW 801星型發動機也就所謂的Kraftei。

## Ju 88 B-0，原型機
Ju 88B V1原型機，編號D-AUVS，在機身屬於Ju 88 A-1並配備BMW 801A/B發動機之下於1940年早期進行首飛。隨後發現由於BMW 801A/B充沛的推力，使得可以掛載比當初設計來的更大的炸彈量，但由於彈艙過小使得額外的炸彈只能懸掛在機翼發動機的外側，嚴重拖累了性能。
在這個夏天中，十架以Ju 88 A-4機身為基礎的Ju 88 B-0出廠了。A-4為了強化高空性能採用更長的機翼，與早期的A型18 m（65 ft 10½ in）機翼相比A-4的機翼長達20 m（70 ft），雖然機翼注重流線與尖銳化的翼尖但阻力並無太大的改變。機身的重心有稍微的改變，玻璃座艙有稍微加長以平衡機身重心，這樣子可以為駕駛員提供更好的視野。
數次測試都無比的成功，由於新穎的駕駛艙設計獲得試飛員的讚賞。故帝國航空部仍持續不斷的對現役的A-5進行改良和同時也針對未來的A-4型進行投資。預產機是將武裝系統、投彈瞄準器與額外的炸彈架給予移除並將燃料槽安裝於炸彈艙內作為長距離偵察機使用。
容克保留了數種未來預定接棒的機型。其中機種有裝備升級版的801L發動機並在駕駛艙前端處安裝一座動力操作的13 mm（.51 in）MG 131重機槍砲塔。

## Ju 188
在1942年，由於Ju 288無法在此時進行投產故Ju 188的前景逐漸明朗起來，同時由於英國空軍與蘇聯空軍逐漸回復元氣，此時的Ju 88執行任務時含有僥倖的成份就更多了。德國航空部最後決定將以Ju 88B為基礎的小幅度改良新機型值得一試，並要求容克將改良版納入生產現也就是Ju 188。
唯一的Ju 88 E-0機型是針對武裝系統進行改良，在機腹區域安裝一挺向後方下方開火的13 mm（.51 in）MG 131重機槍，在機鼻部位安裝一挺MG 131重機槍，在機腹吊艙區域安裝可朝後方開火雙聯發式7.92 mm（.312 in）MG 81Z機槍。Two other airframes had their engines and outer wings removed to act as testbeds for water ditching,是被計畫使用於在Ju 188作為長距離越洋飛行來對抗英軍艦隊。第二架Ju 188的機身由Ju 88 A-4修改過來，梯型垂直穩定面給予放大；目的是為增加高高度的飛控性能，要求有如Ju 88G型前瞻性的性能。Ju 88 V44機型後來則就是Ju 188 V1。
在1942年10月，量產已經走在整個開發計畫的前頭。嘗試將外掛炸彈架移入發動機艙的第二架原型機於1月交貨。同時在二月開始將可俯衝轟炸裝置開始於原型機進行測試。帝國航空部要求該機可以額外的搭載如BMW 801或是Jumo 213等發動機形成一個完整的Kraftei，目的是要該機可以在不修改發動機殼的情況下安裝各型發動機，Jumo 213由於要強化高空性能故無法在今年內如期完成。  但也就是因為該機的延誤；故使安裝Jumo 213發動機的可能性大為增加。第二架Ju 188 V1原型機在1943年9月到11月之間於雷赫林進行試飛。

### Ju 188 A & E
Ju 188是被設計在不需修改機身的情況下可以選擇安裝1,750 PS（1,290 kW, 1,730 hp）Jumo 213A或是1,700 PS（1,250 kW, 1,680 hp）BMW 801 G-2發動機。共通性良好的設計為A型，但是後來命名還是有所修改：Ju 188A採用Jumo 213，Ju 188E則選用BMW 801。
在1943年2月時，首3架配備BMW發動機的Ju 188 E-1正式出廠，3月則有7架出廠，到4月時有8架出廠。單位修改測試於5月份時逐步開始， 並在1943年8月18日由3架飞机轰炸了英国林肯的工廠，完成了首次作战任务。在1943年年底時，有將近283架Ju 188s飛機出廠（其中包括Ju 188Fs），並有2座新工廠加入生產行列。量產機型與原型機型不同地方在於機鼻區域安裝1挺20 mm MG 151/20機砲在機背區域安裝1挺13 mm（.51 in）MG 131。MG 131預定裝配於Ju 188 E-1或是Ju 188 G-2。Ju 188 A型與 E型則配有MG 151/20機砲。Ju 188 E-2雖然與Ju 188 A-3完全相同但是卻被定位為魚雷轟炸機。

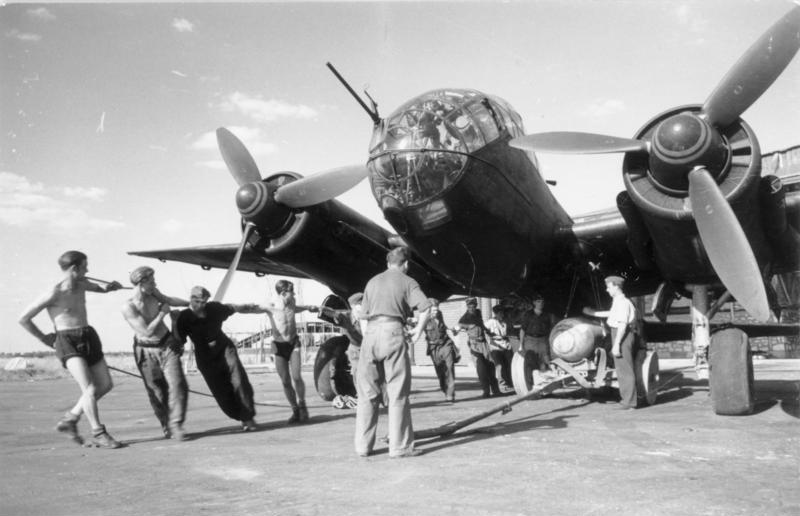
在1944年的西線，一架隸屬於Kampfgeschwader 6並掛載炸彈的Ju 188A-3

- Ju 188 E-1轟炸機，配備BMW 801G型發動機[7]，武裝：機背區域安裝一座MG 131槍塔，載彈量達3000kg·[8]。
- Ju 188 E-2魚雷轟炸機，在機鼻部位安裝FuG 200 荷恩特非海上搜索雷達[7]，武裝：機背區域同E-1型，並在翼下攜帶2枚的LT1b型或LT F5b型魚雷·

雖然A與E型是在同一時間內推出的，但Jumo發動機進入量產依舊困難重重。然而，Ju 188 A-1首先採用Jumo發動機隨後換裝為BMW發動機，儘管速度慢上許多。量產速率在1943年後期才有所改善，此時Jumo開發出一款新式有配備甲醇-水推力提升裝置的發動機，讓起飛後將推力提升到1,648 kW（2,241 hp）。這型發動機計畫安裝在Ju 188 A-2上面並在1944年早期進入服役。

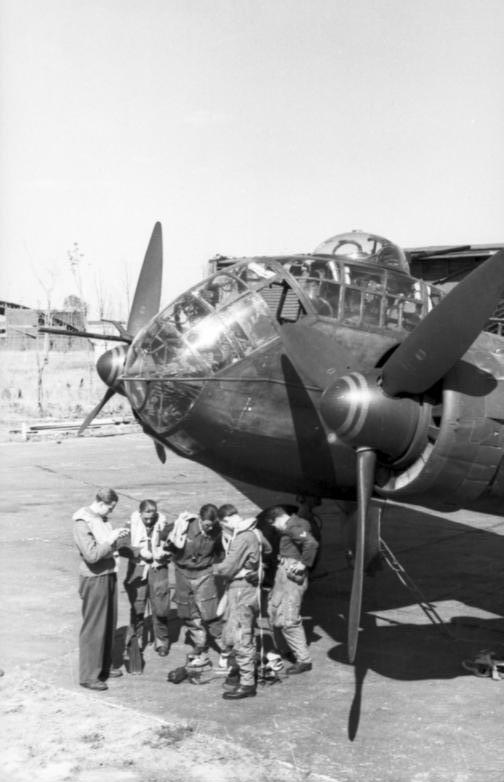
A view of the port side of the same machine, with Hohentwiel UHF radar aerials

- Ju 188 A-2轟炸機，配備Jumo 213A發動機[10]，武裝：機背區域安裝一座MG 151/20砲塔·[8]。
- Ju 188 A-3魚雷轟炸機，配備Jumo 213A發動機，在機鼻部位安裝FuG 200 荷恩特非對海搜索雷達，並在翼下攜帶2枚的LT1b型或LT F5b型魚雷·[8]。

匯集所有優點的Ju 188，與Ju 88相比還是需要有小改善的地方。與早期相較載彈量與彈艙都無太明顯的改進，雖然藉由掛載在外部炸彈來增加總掛彈量。但對於性能有不利的影響，甚至將所有不利於性能的情況考慮進去之後，最高可發揮出523 km/h（325 mph）。機背區域只有安裝1挺機槍塔，還保留單挺移動式機槍在機背砲塔附近。期間各種可在機尾提供武裝系統的提案皆被取消。
由於Jumo投產的問題並沒有完整的解決，唯一有進行大量生產的機型為E型與BMW 801發動機。就算只剩下少數可用的發動機還是首先撥給Ju 88單位以進行特殊任務，以求能增加航程或改善性能。在1944年夏天量產取消之前，Ju 188A與E總計被量產500架。

### Ju 188 D & F
在1944年初期由於戰勢日趨惡劣，故決定將A與E型的機身進行修改並移除轟炸瞄準器與前衛型機槍作為偵察機用途，並加裝額外油箱使其航程增加到3,400 km（2,110 mi）·
- Ju 188 D-1偵察機，成員降為3人，整體構造與A-1型頗為類似·[11]。
- Ju 188 D-2海軍偵察機，成員降為3人，安裝機鼻雷達的·[11]。
- Ju 188 F-1偵察機，配備BMW 801 D-2發動機，整體構造與E型頗為類似·[12]
- Ju 188 F-2偵察機，配備BMW 801 G-2發動機，整體構造與E型頗為類似·[12]

## 主要性能參數（Ju 188）
| 型號：       | Ju 188E-1                                           | Ju 188D-2                                                            |        |        |  |  |  |  |
| 生產廠商：   | 容克斯                                              | 容克斯                                                               | 容克斯 | 容克斯 |  |  |  |  |
| 服役年限：   | 1943年2月~1944年5月                                 | 1944年2月~1945年2月                                                  |        |        |  |  |  |  |
| 乘員：       | 4名                                                 | 3名                                                                  |        |        |  |  |  |  |
| 長：         | 15公尺（49 ft 1 in）                                | 15公尺（49 ft 1 in）                                                 |        |        |  |  |  |  |
| 翼展：       | 22公尺（72 ft 2 in）                                | 22公尺（72 ft 2 in）                                                 |        |        |  |  |  |  |
| 高：         | 4.4公尺（14 ft 6 in）                               | 4.44公尺（14 ft 6 in）                                               |        |        |  |  |  |  |
| 翼面積：     | 56 m²（603 ft²）                                    | 56 m²（603 ft²）                                                     |        |        |  |  |  |  |
| 空重：       | 9,900 kg（21,825 lb）                               | 9,900 kg（21,825 lb）                                                |        |        |  |  |  |  |
| 最大載重：   | 14,500 kg（31,967 lb）                              | 15,195 kg（33,500 lb）                                               |        |        |  |  |  |  |
| 發動機：     | 2具BMW 801 G-2空冷式發動機                          | 2具Jumo 213 A-1液冷式發動機                                          |        |        |  |  |  |  |
| 最大出力值： | 1,700 PS（1,677 hp, 1,250 kW）                      | 1,750 PS（2,100 hp甲醇－水緊急推力裝置, 1,287 kW）                   |        |        |  |  |  |  |
|              |                                                     |                                                                      |        |        |  |  |  |  |
| 極速：       | 499 km/h (310 mph)                                  | 539 km/h (335 mph)                                                   |        |        |  |  |  |  |
| 巡航速度：   | 無資料                                              | 480 km/h (298 mph)                                                   |        |        |  |  |  |  |
| 飛航距離：   | 2,190 km                                            | 3,395 km                                                             |        |        |  |  |  |  |
| 最大升限：   | 9,500 m（31,170 ft）                                | 10,000 m（32,800 ft）                                                |        |        |  |  |  |  |
| 翼負荷：     | 258.9 kg/m²（53.0 lb/ft²）                          | 271.3 kg/m²（55.64lb/ft²）                                           |        |        |  |  |  |  |
|              |                                                     |                                                                      |        |        |  |  |  |  |
| 武裝系統：   | 1×20 mm MG 151/20機砲 3×13 mm（.51 in）MG 131重機槍 | 1×20 mm MG 151/20機砲 1×13 mm（.51 in）MG 131機槍 1×7.9 mm MG 81機槍 |        |        |  |  |  |  |
| 掛彈量：     | 3,000 kg（6,612 lb）                                | 無資料                                                               |        |        |  |  |  |  |